# Wicehrabia Gage
Baroneci Gage of Firle Place
- 1622–1633: John Gage, 1. baronet
- 1633–1654: Thomas Gage, 2. baronet
- 1654–1660: Thomas Gage, 3. baronet
- 1660–1699: John Gage, 4. baronet
- 1699–1700: John Gage, 5. baronet
- 1700–1713: Thomas Gage, 6. baronet
- 1713–1744: William Gage, 7. baronet
- 1744–1754: Thomas Gage, 8. baronet

Wicehrabiowie Gage 1. kreacji (parostwo Irlandii)
- 1720–1754: Thomas Gage, 1. wicehrabia Gage
- 1754–1791: William Hall Gage, 2. wicehrabia Gage
- 1791–1808: Henry Gage, 3. wicehrabia Gage
- 1808–1877: Henry Hall, 4. wicehrabia Gage
- 1877–1912: Henry Charles Gage, 5. wicehrabia Gage
- 1912–1982: Henry Rainald Gage, 6. wicehrabia Gage
- 1982–1993: George John St Clere Gage, 7. wicehrabia Gage
- 1993 -: Henry Nicholas Gage, 8. wicehrabia Gage

Następca 8. wicehrabiego Gage: Henry William Gage